# Tang Qianhui
Pour les articles homonymes, voir Tang.
Dans ce nom chinois, le nom de famille, Tang, précède le nom personnel.
Tang Qianhui (en chinois simplifié : 汤千慧 ; pinyin : Tāng Qiānhuì), née le 10 septembre 2000 à Chengdu, est une joueuse de tennis chinoise professionnelle.

## Carrière
Évoluant principalement sur le circuit ITF, elle y a remporté 5 titres en double.
En 2017, âgée de seulement 16 ans, elle remporte son premier titre en double sur le circuit WTA à Nanchang, associée à Jiang Xinyu.

## Palmarès

### Titres en double dames
| No | Date       | Nom et lieu du tournoi                     | Catégorie | Dotation  | Surface    | Partenaire   | Finalistes                                | Score            |          |
| -- | ---------- | ------------------------------------------ | --------- | --------- | ---------- | ------------ | ----------------------------------------- | ---------------- | -------- |
| 1  | 24-07-2017 | Jiangxi Open Nanchang                      | Intern'l  | 250 000 $ | Dur (ext.) | Jiang Xinyu  | Alla Kudryavtseva Arina Rodionova         | 6-3, 6-2         | Parcours |
| 2  | 23-07-2018 | Jiangxi Open Nanchang                      | Intern'l  | 226 750 $ | Dur (ext.) | Jiang Xinyu  | Lu Jing-Jing You Xiaodi                   | 6-4, 6-4         | Parcours |
| 3  | 09-10-2023 | Prudential Hong Kong tennis Open Hong Kong | WTA 250   | 259 303 $ | Dur (ext.) | Tsao Chia-yi | Oksana Kalashnikova Aliaksandra Sasnovich | 7-5, 1-6, [11-9] | Parcours |

### Finale en double dames
Aucune

### Finale en double en WTA 125
| No | Date       | Nom et lieu du tournoi  | Catégorie | Dotation  | Surface      | Vainqueures                   | Partenaire         | Score    |          |
| -- | ---------- | ----------------------- | --------- | --------- | ------------ | ----------------------------- | ------------------ | -------- | -------- |
| 1  | 12-05-2025 | Parma Ladies Open Parme | WTA 125   | 115 000 $ | Terre (ext.) | Jesika Malečková Miriam Škoch | Sabrina Santamaria | 6-2, 6-0 | Parcours |

## Parcours en Grand Chelem

### En simple dames
N'a jamais participé à un tableau final.

### En double dames
| Année | Open d'Australie                                                                 | Open d'Australie                                                               | Internationaux de France                                                  | Internationaux de France | Wimbledon | Wimbledon | US Open | US Open |
| ----- | -------------------------------------------------------------------------------- | ------------------------------------------------------------------------------ | ------------------------------------------------------------------------- | ------------------------ | --------- | --------- | ------- | ------- |
| 2018  | 1er tour (1/32) Jiang X. \|\| style="text-align:left;" \| M. Barthel C. Witthöft | —                                                                              | —                                                                         | —                        | —         | —         | —       |         |
|       |                                                                                  |                                                                                |                                                                           |                          |           |           |         |         |
| 2025  | 1er tour (1/32) A. Parks \|\| style="text-align:left;" \| Xu Y. Yang Z.          | 2e tour (1/16) M. Ninomiya \|\| style="text-align:left;" \| C. Garcia D. Parry | 1er tour (1/32) Zhu L. \|\| style="text-align:left;" \| Jiang X. Wu F.-h. |                          |           |           |         |         |

N.B. : le nom du ou de la partenaire se trouve sous le résultat ; les noms des ultimes adversaires se trouvent à droite.

## Classements WTA en fin de saison
| Année          | 2015 | 2016 | 2017 | 2018 | 2019 | 2020 | 2021 | 2022 | 2023 | 2024 |
| Rang en simple | –    | 972  | 689  | 794  | 732  | 757  | 1017 | –    | 1240 | 741  |
| Rang en double | 997  | 481  | 171  | 126  | 119  | 125  | 272  | –    | 160  | 81   |

Source : (en) Classements de Tang Qianhui sur le site officiel de la Fédération internationale de tennis